# Rebecca Cheptegei
Rebecca Cheptegei   (Kenya, 22 de febrer de 1991 - Eldoret i Moi Teaching and Referral Hospital, 5 de setembre de 2024) va ser una corredora de fons, llarga distància i marató ugandesa, amb el rècord nacional de marató. Va representar Uganda als Campionats del Món des de 2010, incloent-hi els Campionats del Món de Cross Country de la IAAF, els Campionats del Món de Muntanya i Trail Running i els Campionats del Món d'Atletisme. També va competir als Jocs Olímpics d'estiu de 2024 a París en la marató femenina.

## Biografia
Cheptegei va néixer a Uganda el 22 de febrer de 1991.
L'1 de setembre de 2024, va ser atacada pel seu ex-xicot, Dickson Ndiema, a la seva residència al comtat de Trans-Nzoia, Kenya. Ella acabava de tornar de missa a l'església amb els seus dos fills. El seu ex-xicot s'havia colat a casa seva amb un bidó de gasolina. Van mantenir una disputa sobre la propietat d'uns terrenys que Chaptegei havia comprat a Trans-Nzoia per fer-se una casa més a prop de les instal·lacions d'entrenament. Ndiema li va tirar la gasolina i la va cremar després de la discussió, davant dels seus fills. Cheptegei va patir cremades en el 80% del seu cos, i va entrar a l'Hospital Universitari i de Referència Moi d’Eldoret, a l’oest de Kenya, en estat crític. Cheptegei va morir a causa de les ferides el 5 de setembre de 2024. Ndiema, l'ex-nòvio que la va assassinar, també va ser hospitalitzat després de resultar ferit en l'atac amb cremades al 30% del cos. L'ex-nòvio va morir també a l'hospital a causa de les cremades.

## Trajectòria esportiva

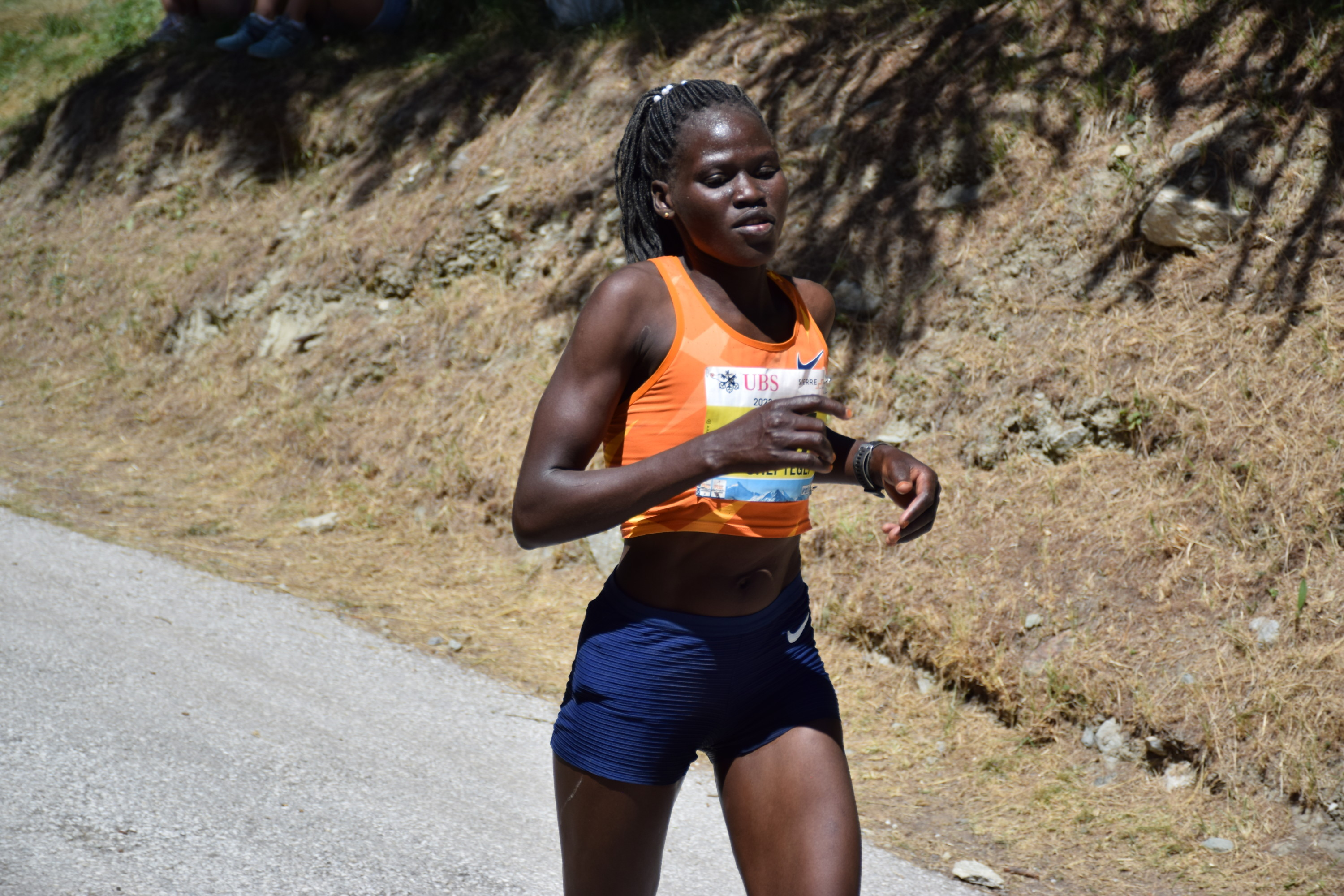
Rebecca Cheptegei a Sierre-Zinal el 2022

Cheptegei va correr professionalment des del 2010 i va participar als Jocs Olímpics d'estiu de 2024 a París.

### Dècada del 2010
Va quedar quinzena a la cursa sub-20 al 38è Campionat del Món de Cross Country de la IAAF, Myslecinek Park, Bydgoszcz. Cheptegei al maig va guanyar la cursa de 1.500 metres a München Pfingstmeeting, München, Alemanya, abans d'acabar en la posició 9 en la cursa de 800 metres al Rehlingen Pfingstsportfest, Rehlingen dos dies després. També participaria en la Regensburg Sparkassen-Gala, Regensburg a la cursa de 1500 m on va acabar 15a. Cheptegei també va participar al Janusz Kusociński Memorial, cursa de 1500 m de Varsòvia acabant 10a. Cheptegei va guanyar els 10.000 m de Kampala, Uganda.
El 2011 va començar l'any en la posició 55 de la final de la cursa sènior al 39è Campionat del Món de Cross Country de la IAAF, Punta Umbria. Cheptegei va quedar segona a la Mitja Marató de Madrid. Més tard va acabar tercera al Campionat d'Espanya de Camargo de 10.000 m en carretera, Camargo. A continuació, Rebecca va participar als Jocs Mundials Militars CISM de Rio de Janeiro 5000 metres femenins. Va representar la Força de Defensa del Poble d'Uganda i va acabar tercera en la cursa de 1500 m. També va acabar en cinquena posició en els 1500 m al Campionat d'Uganda de Kampala, Kampala. Va quedar 2a a la Mitja Marató de Cantalejo, abans d'acabar 10a a la cursa de 10 km São Silvestre da Amadora, Lisboa.
Va acabar en la posició 68 en la cursa sènior al 40è Campionat del Món de Cross Country de la IAAF, Myslecinek Park, Bydgoszcz del 2013. El mateix any també va guanyar la 47a tirada del 'Cros Internacional Ciutat de Granollers'. Acabaria l'any guanyant els 10.000 m a Crevillente San Silvestre, Crevillente. El 2014 va acabar catorzena en els 5.000 metres de la Meeting Iberoamericano de Atletismo, Huelva. Acabaria vuitena a la cursa de 3.000 metres a la Bilbao Reunion Internacional De Atletismo de Bilbao. Va guanyar el Santa Pola 10 km, Santa Pola. Va acabar 3a al Campionat d'Àfrica de Cross Country de 2014, Kampala.
Només va participar en una cursa el 2016, acabant 3a a la Mitja Marató de Quanzhou. En el seu primer esdeveniment el 2017 a la Mitja Marató de Shanghai, va acabar 12a abans d'acabar tercera i segona a la cursa de 5 km i 10.000 m respectivament als Campionats d'Uganda de Kampala. Acabaria l'any, en 4t lloc, a la Mitja Marató de Brazzaville. En la seva única cursa el 2018, va acabar quarta a la Mitja Marató de Kampala. Només va participar en dues curses el 2019, acabant 2a a la Semi Marató Eiffage de Dakar, Dakar i 5a en els 10.000 m al Campionat d'Uganda, Mandela National Stadium, Kampala.

### Dècada del 2020
A causa de les restriccions de la Covid19, tornaria a la pista el 2021 amb un 3r i 5è lloc a les proves 4a i 7a UAF, a l'Estadi Nacional de Mandela, Kampala, respectivament. Va acabar 47è a la Marató de la ciutat d'Eldoret, Eldoret, abans de quedar 2a a la Mitja Marató de Kampala, Kampala més tard aquell any. També va guanyar el Campionat Mundial de Muntanya i Trail Running 2021 inaugural a Chiang Mai, Tailàndia.
El 2022 Cheptegei va guanyar la Marató de Pàdua i va ser 2a en els 10.000 m al Campionat d'Uganda, Kampala. Acabaria l'any amb un quart lloc a la Marató ADNOC Abu Dhabi. Això li va valdre un lloc per representar Uganda als Jocs Olímpics d'estiu de 2024 a París. El 2023, Cheptegei va acabar segona a la Marató de Florència i 14a al Campionat del Món de 2023 a Budapest. El 2024 es va classificar per a Uganda i va competir per Uganda als Jocs Olímpics d'estiu de 2024 a la marató femenina, acabant en el lloc 44.
Va morir assassinada, víctima de violència masclista, després que l'exparella li calés foc.